# Buxières-lès-Clefmont
Buxières-lès-Clefmont település Franciaországban, Haute-Marne megyében. Lakosainak száma 26 fő (2022. január 1.). Buxières-lès-Clefmont Longchamp, Ninville, Noyers, Perrusse, Clefmont, Cuves és Daillecourt községekkel határos.

## Népesség
A település népességének változása:
| Lakosok száma | 37   | 25   | 16   | 23   | 25   | 26   | 26   | 26   | 26   | 26   |
|               | 1968 | 1982 | 1990 | 2006 | 2013 | 2015 | 2017 | 2019 | 2020 | 2022 |